# Mullvadssyrsor

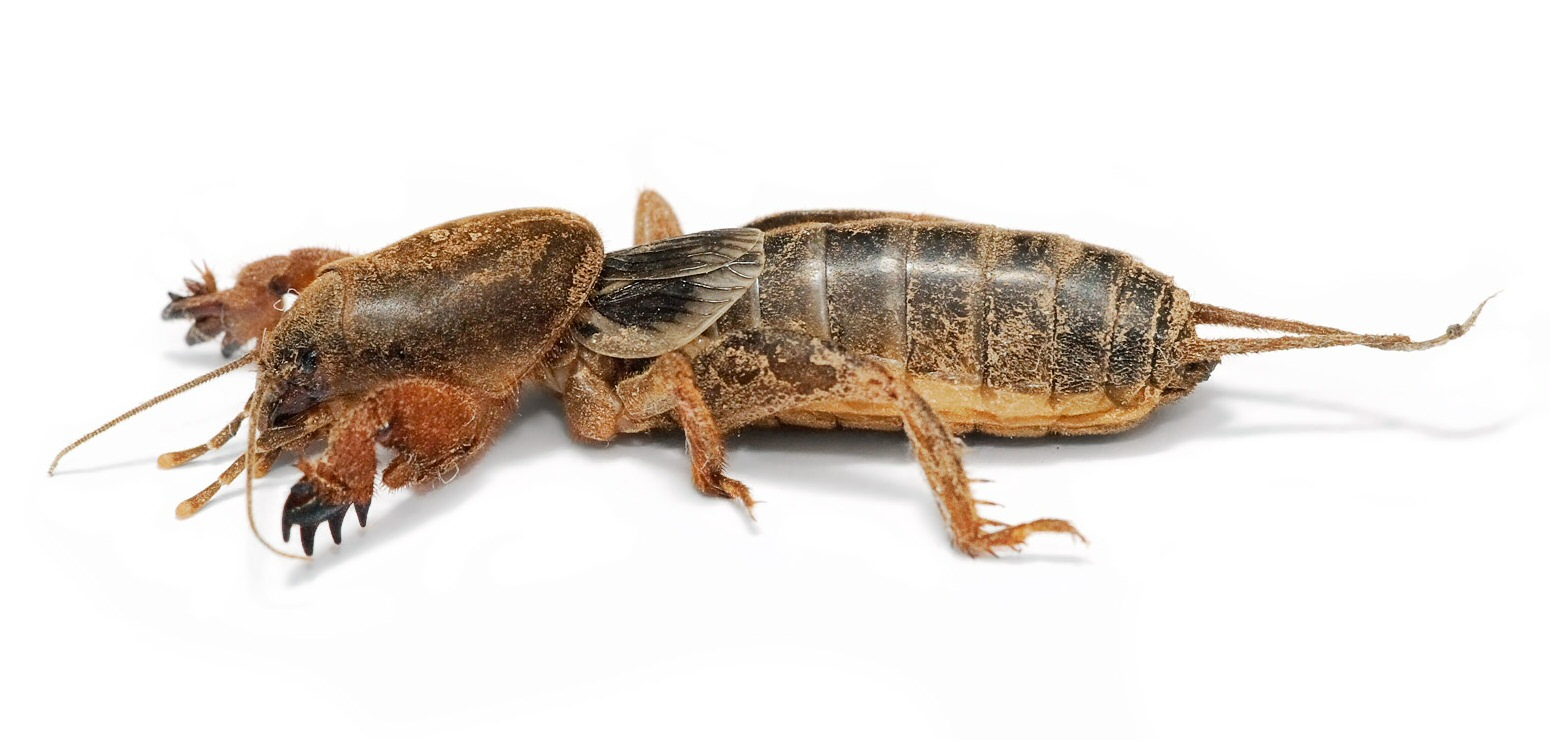
Gryllotalpa brachyptera från Australien

Mullvadssyrsor (Gryllotalpidae) är en familj i insektsordningen hopprätvingar som tillhör underordningen långhornsrätvingar.

## Kännetecken
Mullvadssyrsor är robust byggda insekter med ett huvudsakligen underjordiskt levnadssätt. Kännetecknande för familjen är kraftiga framben och en bred skyddande halssköld, anpassningar till ett grävande liv. Några arter, bland annat typarten Gryllotalpa gryllotalpa eller mullvadssyrsa som är den enda arten ur familjen som förekommer i Sverige, har långa flygvingar och kan flyga, men de flesta arter har korta vingar och kan inte flyga och inte heller hoppa. Färgen varierar mellan arterna från ljusbrun till mörkbrun, ofta med en matt glans och mörkare på ovansidan av kroppen än på undersidan. Ofta är det svårt att skilja mellan hane och hona, eftersom honan saknar äggläggningsrör.

## Utbredning
Det finns cirka 60 kända arter av mullvadssyrsor som förekommer i Europa, Nordafrika, sydöstra Asien, östra Australien, Nordamerika och Sydamerika.
I vissa områden är mullvadssyrsor hotade, främst på grund av habitatförlust och jorderosion, till exempel Gryllotalpa gryllotalpa som är rödlistad i flera europeiska länder, däribland Sverige.

## Levnadssätt
Mullvadssyrsor är främst nattaktiva och föredrar att leva i fuktig jord, där de gräver breda tunnelsystem som kan vara upp till 4 meter djupa och gångar som kan vara flera meter långa. Som andra hopprätvingar har mullvadssyrsor ofullständig förvandling och genomgår utvecklingsstadierna ägg, nymf och imago. Många arter gräver ut särskilda bokammare för avkomman och honorna av en del arter är kända för att vakta sina ägg och rengöra dem från angripande svamp genom att slicka dem. Flera arter är predatorer som livnär sig på insekter, maskar och andra mindre ryggradslösa djur, men även växtdelar, som rötter, kan ingå i födan.